# Kunstskøjteløb (dokumentarfilm)
Kunstskøjteløb er en dansk dokumentarisk optagelse fra 1922.

## Handling
Denne artikel mangler et handlingsreferat. Hjælp os med at skrive det.